# 傅晞
傅晞（3世纪—4世纪），傅咸子，傅敷弟，傅纂兄。
傅晞有才思，为上虞令，甚有政绩。
前东中郎长史卞壸在作笺坚辞左丞相琅邪王司马睿复其职时，说司马睿长子东中郎将司马绍已有傅晞等人辅佐，自己出仕与否并不要紧。
傅晞卒于司徒西曹属任上。